# Nahr an-Nil
Nahr an-Nil (arabisch نهر النيل, deutsch „Nilfluss“) ist ein Bundesstaat Sudans.
Er hat eine Fläche von 122.123 km², eine Bevölkerung von 1.027.534 (Berechnung 2006) und seine Hauptstadt ist ad-Damir.

## Geographie
Namensgebend für den Bundesstaat ist der Nil, der hier zunächst nach Norden fließt, dabei bei Atbara den Fluss Atbara aufnimmt und im weiteren Verlauf nach Südwesten abbiegt. Teile des Bundesstaates werden seit August 2006 vom Stausee des Merowe-Staudamms geflutet.
Ein Teil der Nubischen Wüste liegt in Nahr an-Nil.
Siehe auch: Dar al-Manasir (Flussoase in Nahr an-Nil)

## Geschichte
Von 1919 bis 1974 war das Gebiet des heutigen Bundesstaates Nahr an-Nil sowohl Teil von der Provinz asch-Schamaliyya als auch ein Teil von der Provinz Kassala. 1974 wurden diese Teile zur Provinz Nahr an-Nil zusammengefasst. Im Jahr 1991 wurde die Provinz Nahr an-Nil wieder aufgelöst und den neuen Bundesstaaten asch-Schamaliyya und asch-Scharqiyya zugeordnet. Am 14. Februar 1994 wurden erneut diese Teile zusammengefasst, diesmal aber als Bundesstaat.

## Ortschaften
Abu Hamad, Ad-Damir, Atbara, Al Matammah El Kab, Schandi